# Mesochorus solitarius
Mesochorus solitarius là một loài tò vò trong họ Ichneumonidae.